# Grijoá (San Amaro)
Grijoá (llamada oficialmente Santa María das Neves de Grixoa) es una parroquia del municipio español de San Amaro, en la provincia de Orense, Galicia.

## Toponimia
La parroquia también es conocida por los nombres de Santa María de Grijoa y Santa María de Grixoa.

## Organización territorial
La parroquia está formada por diez entidades de población:

### Entidades de población
Entidades de población que forman parte de la parroquia:
- A Casanova
- A Lameira
- Cruceiro
- Fondo de Vila (Fondodevila)
- Lavandeira
- O Campo da Cruz
- O Marco
- O Outeiro
- Os Montes

### Despoblado
Despoblado que forma parte de la parroquia:
- O Cruce

## Demografía
| Gráfica de evolución demográfica de Grijoá entre 2000 y 2023 |
|                                                              |
| Datos según el nomenclátor publicado por el INE.             |